# Emilio Echevarría
Emilio Antonio Echevarría Noriega (Ciudad de México, 3 de julio de 1944 - Ciudad de México, 4 de enero de 2025) fue un actor mexicano de cine, teatro y televisión, que además contó con el título de contador público.

## Biografía
Emilio Echevarría estudió la Licenciatura en contaduría en la Universidad Nacional Autónoma de México, ejerció su profesión en la empresa de medios Televisa y a la edad de 32 años comenzó en el mundo de la actuación, recibiendo una invitación de un grupo llamado Circo, maroma y teatro; tres años después asiste a clases de actuación con el maestro José Luis Ibáñez. Lo que desencadenó su participación en más de 15 obras de teatro bajo la dirección de prestigiosos directores.
En 1984 debuta en el cine con el cortometraje Desde el cristal con que se mira dirigido por María del Carmen de Lara. En el plano internacional es quizás más conocido por aparecer en películas competidoras en los premios Óscar como: Amores perros en el 2000 (nominada como mejor película extranjera) coprotragonizando con Gael García Bernal y Goya Toledo, en 2001 en Y tu mamá también (nominada como mejor guion original) con Gael García Bernal y Diego Luna y en 2006 en Babel (nominada como mejor película), en todas estas películas fue dirigido por los directores mexicanos galardonados con el premio Óscar al mejor director Alejandro González Iñárritu y Alfonso Cuarón.
Echevarría también participa en pequeñas partes en dos producciones norteamericanas, primero como Raoul, un agente cubano, en la película de James Bond, Die Another Day, y luego como Antonio López de Santa Anna en The Alamo.
Más recientemente ha aparecido en  El búfalo de la noche compartiendo créditos nuevamente con Diego Luna, escrito por Guillermo Arriaga. Comenzó su carrera como actor en 1978 como miembro de la Constitution of Art and Society (Constitución de Arte y Sociedad). Echevarría es el padre de Lourdes Echevarría, que apareció junto a él como Maru, la hija de su personaje, en Amores perros y de Fernanda Echevarría también actriz.
Ha obtenido dos nominaciones a los premios Ariel por mejor coactuación masculina por sus papeles en El encanto del águila y Un monstruo de mil cabezas

## Televisión[4]
| Año (s)   | Serie                         | Papel                      | Episodios |
| --------- | ----------------------------- | -------------------------- | --- |
| 2011      | El encanto del águila         | Venustiano Carranza        | - De la Constitución a la Rebelión - La Refundación de la República - Las Batallas Fratricidas - La silla Incómoda - Un chacal en palacio - Una Victoria que divide - El adiós del dictador (Actuación especial) |
| 2010      | Mujeres asesinas              | Victor                     | - Irma, de los peces |
| 2009      | Gritos de muerte y libertad   | Virrey José de Iturrigaray | - El primer sueño: 1808 |
| 2009      | Los simuladores               | Dr. José Grobas            | - La ajedrecista: Parte II - La ajedrecista - El predicador - Workaholic - El baquetón - Mutación - Colonoscopía                                                                                                 |
| 2007      | S.O.S.: Sexo y otros secretos | Misty                      | - Sexo y más secretos - La fiesta - Lejos de casa - Atando cabos - Día negro - Recuerdos y secretos - Extrañas decisiones - Date cuenta - Deséame - Nuevos amores, amargas decepciones                           |
| 2015-2016 | Mozart in the Jungle          | Maestro Ignacio Rivera     | - Now I Will Sing (2016) - How to Make God Laugh (2015) - Regresso Del Rey (2015) |

## Cine[4]
| Año  | Cortometraje                                 | Papel          |
| ---- | -------------------------------------------- | -------------- |
| 1984 | Desde el cristal con que se mira             |                |
| 1987 | La cantante que quería ser como Janis Joplin |                |
| 1990 | La última luna                               |                |
| 1994 | Un volcán de lava de hielo                   |                |
| 2002 | De Mesmer, con amor o Té para dos            | Doctor Henares |
| 2004 | La nao de China                              |                |
| 2012 | 4 Noviembre 1990                             |                |
| 2015 | En defensa propia                            |                |
| 2015 | Three Rabbits                                | Héctor         |
| Año  | Películas                            | Papel                                     | Notas |
| ---- | ------------------------------------ | ----------------------------------------- | --- |
| 1987 | Un dia crucial para Ausencio Paredes |                                           | Nominación Premio Ariel al Mejor Mediometraje de Ficción |
| 1989 | Intimidad                            | Juan                                      | |
| 1989 | Morir en el golfo                    | Contacto del periodista Raymundo          | |
| 1991 | Los pasos de Ana                     |                                           | |
| 1994 | Novia que te vea                     | Maestro                                   | |
| 1994 | Ambar                                | Capitán Borsac                            | |
| 1999 | Preludio                             |                                           | |
| 2000 | Amores perros                        | Martín El Chivo                           | Nominada al premio Óscar a la mejor película de habla no inglesa |
| 2001 | Y tu mamá también                    | Miguel Iturbide                           | Nominada al Premio Óscar al Mejor guion original |
| 2002 | Vivir mata                           | Heliut                                    | Nominada al premio Ariel a la mejor película |
| 2002 | Die Another Day                      | Raoul                                     | |
| 2004 | The Alamo                            | Antonio López de Santa Anna               | |
| 2006 | Babel                                | Emilio                                    | - Ganadora del Globo de Oro a la mejor película dramática - Nominada al Óscar a la mejor película - Nominada al premio BAFTA a la mejor película - Nominada a la Palma de Oro a la mejor película - Nominada al premio César a la mejor película extranjera |
| 2007 | El búfalo de la noche                | Ramírez                                   | |
| 2007 | Malos hábitos                        | Ramón / Padre de Matilde                  | - Ganadora del premio a mejor película del Festival Internacional de cine en Guadalajara - Ganadora del premio a mejor película del Festival de cine de Las Vegas - Ganadora del premio a mejor película del World Film Festival de Montreal                |
| 2010 | El mar muerto                        | Teporocho                                 | |
| 2011 | Sin memoria                          | Torres                                    | |
| 2011 | Memoria de mis putas tristes         | Sabio                                     | |
| 2011 | El sueño de Lu                       | Padre de Lucía                            | |
| 2012 | Colosio: El asesinato                | Don Fernando (Fernando Gutiérrez Barrios) | |
| 2014 | Palabras de dioses                   |                                           | |
| 2014 | Filosofía Natural del Amor           | Narrador                                  | |
| 2015 | Un monstruo de mil cabezas           | Enrique Sandoval Núñez                    | |
| 2016 | El elegido                           | Coronel Salazar                           | |
| 2017 | Jacarandas                           | Ramiro                                    | |